# Saint-Vérain
Cet article possède un paronyme, voir Saint-Véran.
Saint-Vérain est une commune française située dans le département de la Nièvre, en région Bourgogne-Franche-Comté.

## Géographie
Saint-Verain est une commune située dans le département de la Nièvre, dans l’arrondissement de Cosne-Cours-sur-Loire. La superficie de la commune est de 2 469 hectares. Son altitude varie entre 184 et 312 mètres. Elle compte 356 habitants en 2020.
Le village est implanté dans le quart nord-ouest de la Nièvre, à environ 70 km de Nevers (par la route). Il est situé à 15 km de Donzy et à 18 km au nord-est de Cosne-Cours-sur-Loire, son chef-lieu d'arrondissement.

### Villages, hameaux, lieux-dits, écarts
Outre le bourg, la commune compte compte une cinquantaine de hameaux, domaines isolés et lieux-dits : Anges (les), Averts (les), Bâtisse (la), Beaubutaine (la), Beauchêne, Beauregard, Berthes (les), Betphaget, Bois de Fontaine, Bons Goûts (les), Bouillons (les), Cannerie (la), Cendreuse (la), Cendronnerie (la), Châtaignier (le), Châtelot (le), Chérus (les), Collarderie (la), Courge (la), Ferbaiserie, Forboiserie, Galants (les), Gâtine (la), Gentiers (les), Grosse Métairie (la), Gué Babillard (le), Gué de Frise (le), Gué des Saules (le), Haverts (les), Jéricho, Jérusalem, Lieu Cot (le), Lorfin, Métairie (la), Milloterie (la), Mont Saint-Jean, Montois (le), Morins (les), Nazareth, Patouillot (le), Petit Riot (le), Petite Gâtine (la), Point du Jour (le), Prairie (la), Quatre Routes (les), Riot (le), Toreau (le), Trottiers (les), Tuilerie (la), Vanne (la).

### Climat
Pour des articles plus généraux, voir Climat de la Bourgogne-Franche-Comté et Climat de la Nièvre.
En 2010, le climat de la commune est de type climat océanique dégradé des plaines du Centre et du Nord, selon une étude du Centre national de la recherche scientifique s'appuyant sur une série de données couvrant la période 1971-2000. En 2020, Météo-France publie une typologie des climats de la France métropolitaine dans laquelle la commune est exposée à un climat océanique altéré et est dans la région climatique  Centre et contreforts nord du Massif Central, caractérisée par un air sec en été et un bon ensoleillement. 
Pour la période 1971-2000, la température annuelle moyenne est de 10,7 °C, avec une amplitude thermique annuelle de 16,1 °C. Le cumul annuel moyen de précipitations est de 815 mm, avec 12,2 jours de précipitations en janvier et 7,3 jours en juillet. Pour la période 1991-2020, la température moyenne annuelle observée sur la station météorologique de Météo-France la plus proche, « Léré », sur la commune de Léré à 14 km à vol d'oiseau, est de 11,6 °C et le cumul annuel moyen de précipitations est de 710,5 mm. 
La température maximale relevée sur cette station est de 41,9 °C, atteinte le 25 juillet 2019 ; la température minimale est de −13,3 °C, atteinte le 9 février 2012,,. 
Les paramètres climatiques de la commune ont été estimés pour le milieu du siècle (2041-2070) selon différents scénarios d'émission de gaz à effet de serre à partir des nouvelles projections climatiques de référence DRIAS-2020. Ils sont consultables sur un site dédié publié par Météo-France en novembre 2022.

## Urbanisme

### Typologie
Au 1er janvier 2024, Saint-Vérain est catégorisée commune rurale à habitat très dispersé, selon la nouvelle grille communale de densité à sept niveaux définie par l'Insee en 2022.
Elle est située hors unité urbaine. Par ailleurs la commune fait partie de l'aire d'attraction de Cosne-Cours-sur-Loire, dont elle est une commune de la couronne,. Cette aire, qui regroupe 30 communes, est catégorisée dans les aires de moins de 50 000 habitants,.

### Occupation des sols
L'occupation des sols de la commune, telle qu'elle ressort de la base de données européenne d’occupation biophysique des sols Corine Land Cover (CLC), est marquée par l'importance des territoires agricoles (61,5 % en 2018), une proportion identique à celle de 1990 (61,5 %). La répartition détaillée en 2018 est la suivante : forêts (38,5 %), prairies (30,9 %), terres arables (28,8 %), zones agricoles hétérogènes (1,8 %). L'évolution de l’occupation des sols de la commune et de ses infrastructures peut être observée sur les différentes représentations cartographiques du territoire : la carte de Cassini (XVIIIe siècle), la carte d'état-major (1820-1866) et les cartes ou photos aériennes de l'IGN pour la période actuelle (1950 à aujourd'hui).

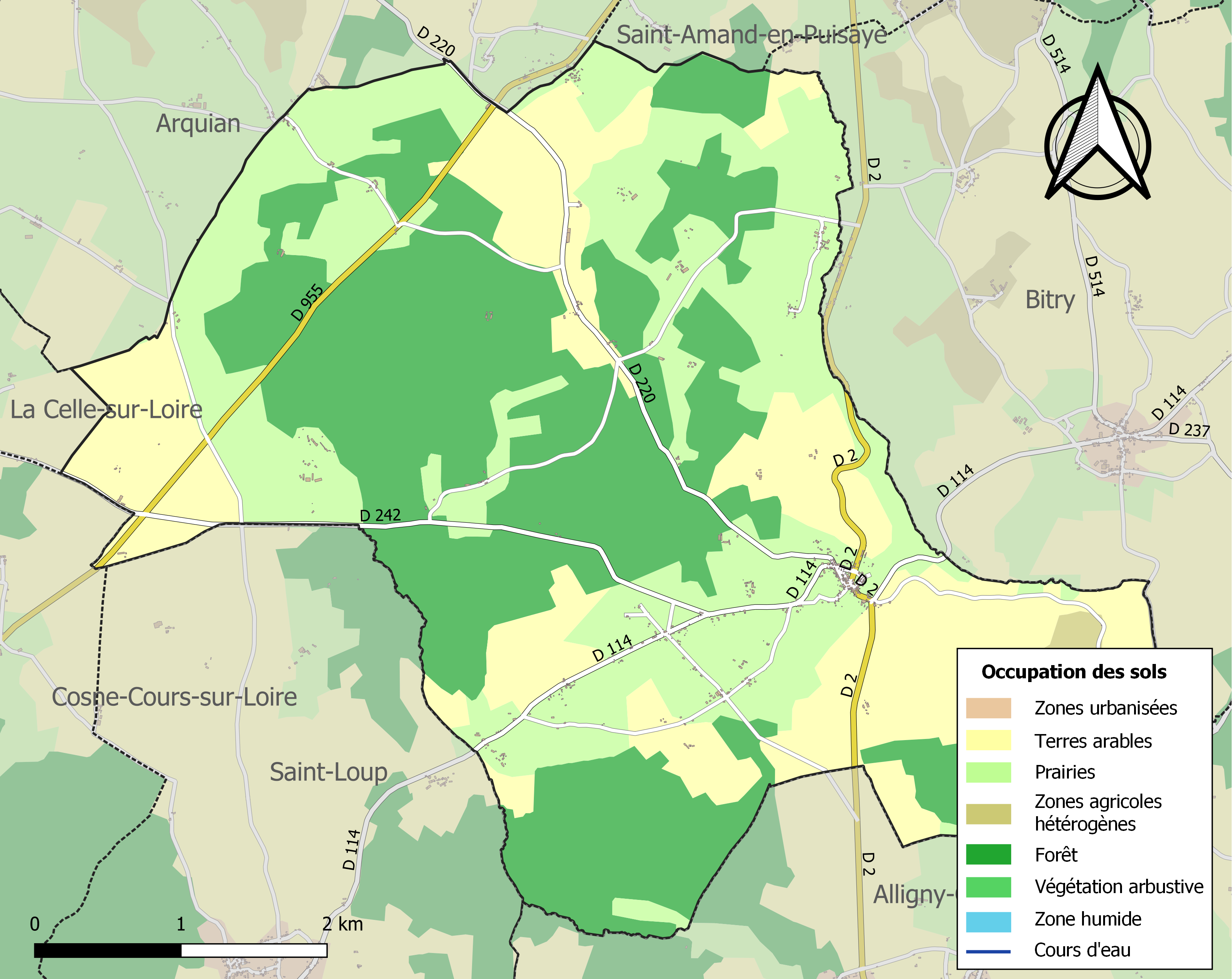
Carte des infrastructures et de l'occupation des sols de la commune en 2018 (CLC).

## Histoire

### Moyen Âge
Au VIIIe siècle, Saint-Vérain ne compte pas assez d'habitants pour constituer une paroisse à part entière et est alors englobée dans les domaines immenses des évêques d'Auxerre, seigneurs du lieu.
C'est vraisemblablement au cours des IXe et Xe siècles que naît Saint-Vérain, à l'époque fief stratégique de tout premier ordre, malgré sa modeste étendue. Le protégé de l'évêque d'Auxerre à qui il est remis détient en effet la route Donzy - Saint-Amand. Il peut surveiller les communications Bouhy-Cosne et Entrains-Cosne. Il assure au sud la défense des possessions épiscopales jusqu'à la Loire. Voilà pourquoi en cet endroit, désigné sous le nom de Romfort ou de Rond-le-Fort, un château est construit, autour duquel apparaissent bientôt un hameau et une église. Étymologiquement, Romfort vient de ramus (branche d'arbre) et de fortis (fort, solide).
Pendant la Révolution, cette dernière dénomination est reprise entre le 31 mars et le 27 juillet 1794 lors de la suppression des vocables géographiques désignant des noms de saints. Or le corps de saint Vérain ou saint Véran de Cavaillon est transféré à Jargeau dans le Loiret, entre les années 879 et l'an mil, comme le confirme l'historien Léon Mirot (d'après un manuscrit écrit en 1678 par le Révérend Père Chesneau de la Société de Jésus), et les étapes du voyage mentionnent une localité située sur la rive droite de la Loire, qui, à la suite de cet événement, prend le nom de Saint-Vérain-des-Bois car on y conserve une partie des reliques du saint. Dans ce village existe une église placée sous le vocable de saint Blaise, demeuré le patron primitif de l'église paroissiale.
À la fin du IXe siècle, le nom de Rond-le-Fort disparaît pour faire place à celui de Saint-Vérain.

### Seigneurs de Saint-Vérain
Le premier seigneur connu de Saint-Vérain est Gibaud Ier ; il apparaît en l'an mil mais nul ne connaît son origine,,.

### Époque moderne
- En 1775, une assemblée des habitants prévoit des travaux d’embellissement de l’église[19].

### Époque contemporaine
En 1906, alors que le nombre d'habitants s'élève à 840 individus, la commune compte un instituteur public et deux institutrices (dont une adjointe), un curé et un desservant, un notaire et un clerc de notaire, un facteur rural, un facteur receveur, un chef de gare, un garde champêtre, trois gardes particuliers et six cantonniers. Les commerçants sont bien représentés : 6 épiciers (majoritairement des épicières), 2 boulangers, 1 pâtissier, 1 boucher et 1 garçon boucher, 1 mercière, 2 marchands de cochons, 1 marchand de bois et 1 marchand de grains. Les artisans sont nombreux : 10 potiers et 1 « emballeur de poterie », 9 maçons, 8 sabotiers, 7 couturières, 5 lingères, 5 tuiliers, 4 maréchaux-ferrants, 3 charretiers, 2 charrons, 2 couvreurs, 2 tailleurs, 1 menuisier, 1 bourrelier, 1 cordonnier, 1 meunier et 1 garçon meunier. La catégorie la plus représentée est celle des journaliers (58 individus), suivie par les propriétaires exploitants (46), les domestiques (32, dont 13 « domestiques de ferme »), les fermiers (19), les ouvriers agricoles (19), les cultivateurs (15), les bûcherons (6), les jardiniers (3), les vignerons (3) et les métayers (2). On dénombre également 1 berger, 1 ouvrier, ainsi que 8 rentiers, 2 propriétaires et 1 retraité. Au total, on relève à Saint-Vérain 47 professions différentes. Enfin, 18 familles ont un enfant en nourrice.

### Héraldique
| Blason | Blasonnement : « De gueules à la croix d'argent. » |

## Politique et administration
| Période                                  | Période  | Identité           | Étiquette | Qualité |
| ---------------------------------------- | -------- | ------------------ | --------- | ------- |
| mars 2001                                | en cours | Jean-Luc Chevalier |           |         |
| Les données manquantes sont à compléter. |          |                    |           |         |

## Démographie
L'évolution du nombre d'habitants est connue à travers les recensements de la population effectués dans la commune depuis 1793. Pour les communes de moins de 10 000 habitants, une enquête de recensement portant sur toute la population est réalisée tous les cinq ans, les populations de référence des années intermédiaires étant quant à elles estimées par interpolation ou extrapolation. Pour la commune, le premier recensement exhaustif entrant dans le cadre du nouveau dispositif a été réalisé en 2004.

En 2022, la commune comptait 369 habitants, en évolution de +10,48 % par rapport à 2016 (Nièvre : −3,28 %, France hors Mayotte : +2,11 %).
| 1793 | 1800 | 1806 | 1821 | 1831 | 1836 | 1841 | 1846 | 1851 |
| ---- | ---- | ---- | ---- | ---- | ---- | ---- | ---- | ---- |
| 780  | 671  | 648  | 660  | 718  | 800  | 832  | 884  | 943  |

| 1856 | 1861  | 1866  | 1872 | 1876  | 1881  | 1886  | 1891  | 1896 |
| ---- | ----- | ----- | ---- | ----- | ----- | ----- | ----- | ---- |
| 975  | 1 019 | 1 018 | 983  | 1 050 | 1 057 | 1 045 | 1 016 | 957  |

| 1901 | 1906 | 1911 | 1921 | 1926 | 1931 | 1936 | 1946 | 1954 |
| ---- | ---- | ---- | ---- | ---- | ---- | ---- | ---- | ---- |
| 865  | 836  | 810  | 707  | 671  | 616  | 593  | 514  | 469  |

| 1962 | 1968 | 1975 | 1982 | 1990 | 1999 | 2004 | 2006 | 2009 |
| ---- | ---- | ---- | ---- | ---- | ---- | ---- | ---- | ---- |
| 468  | 468  | 362  | 325  | 355  | 334  | 382  | 379  | 350  |

| 2014 | 2019 | 2022 | - | - | - | - | - | - |
| ---- | ---- | ---- | - | - | - | - | - | - |
| 344  | 351  | 369  | - | - | - | - | - | - |

## Lieux et monuments
Religieux
- Église Saint-Blaise-et-Saint-Véran, classée monument historique en 1906[27]. Édifice du XIIe siècle abritant un vitrail du XIIIe siècle, le plus ancien du département. Porche roman. Ouverte tous les jours[28].

Civils
- La porte de Cosne, monument historique du IXe siècle, permet d'accéder au site du château dont il ne reste que des vestiges. Les vestiges du château avec son enceinte sont classés monument historique depuis 1907[29].

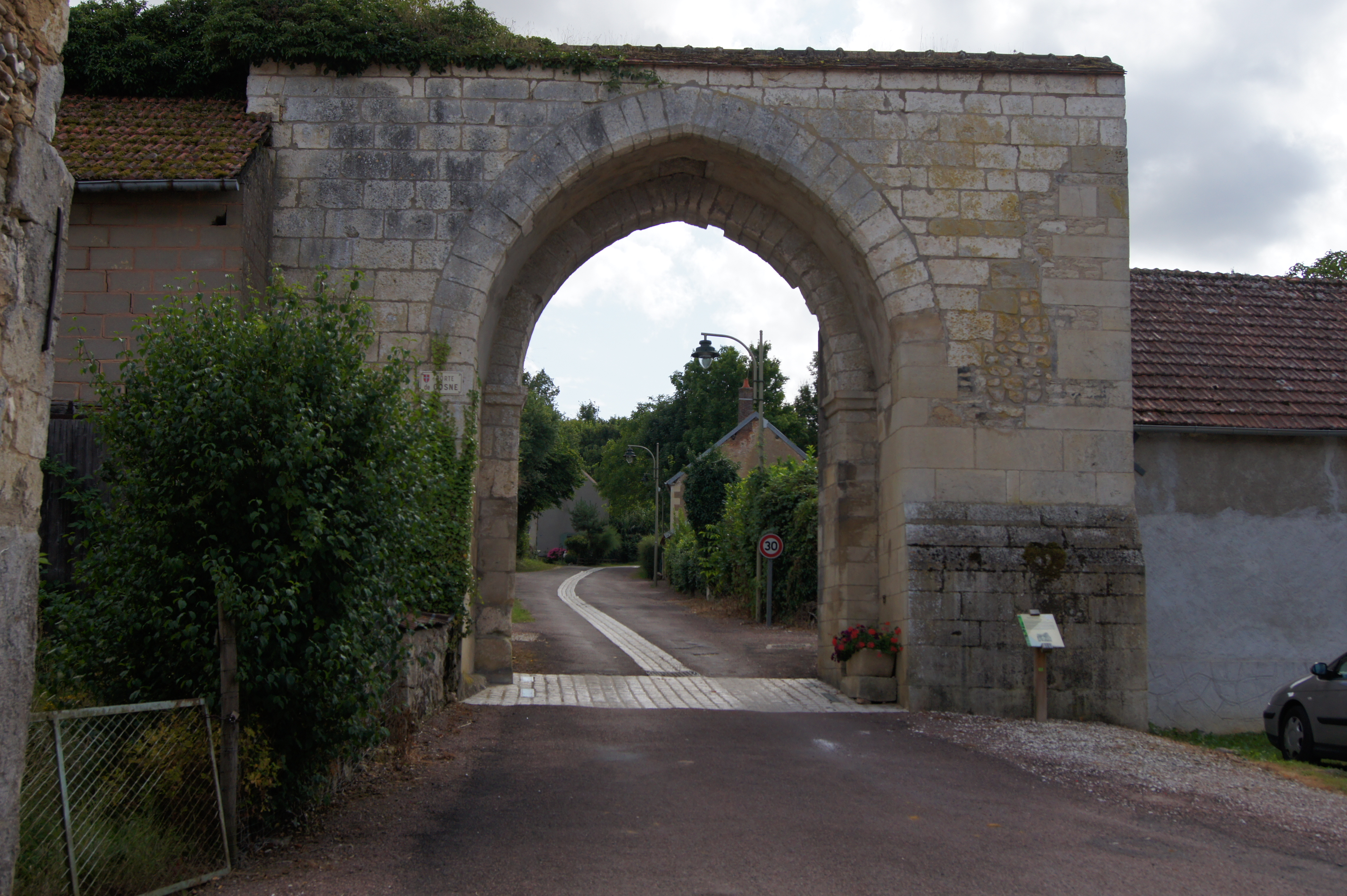
Porte de Cosne à Saint-Vérain.
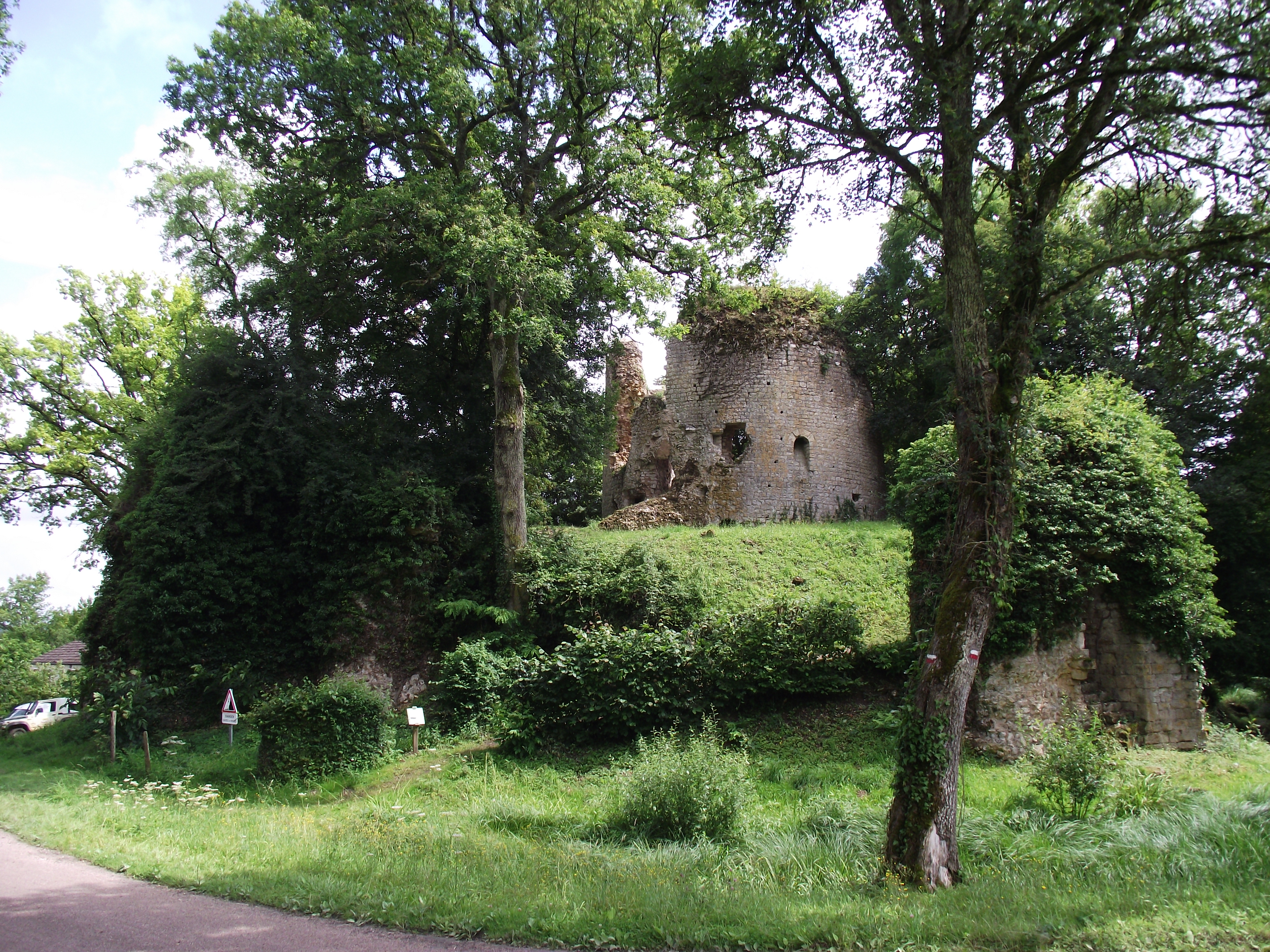
Vestiges du château.
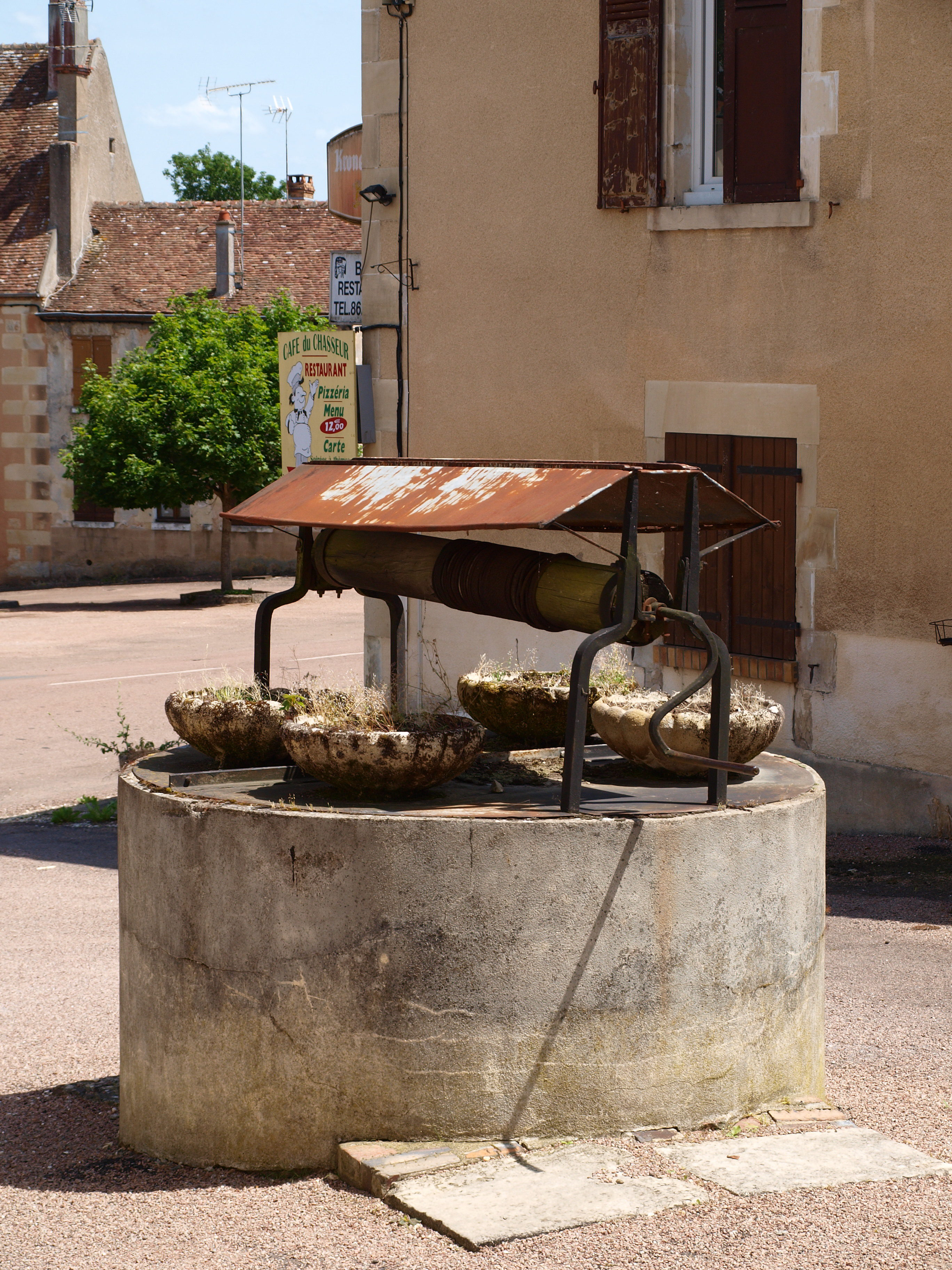
Puits.

## Transports
Jusqu'à la Seconde Guerre mondiale, la ville était desservie par un train en voie métrique appelé « le Tacot » (locomotives de type Corpet-Louvet) qui servait notamment à acheminer les poteries de Saint-Amand-en-Puisaye vers la gare de Cosne-Cours-sur-Loire (elles y étaient alors transbordées vers d'autres wagons pour voies normales) et qui serpentait à travers la campagne via Saint-Vérain (la gare se trouve toujours là, au bout de la rue de la gare), Saint-Loup.
La faible rentabilité du transport voyageur et les 55 passages à niveau non protégés ont conduit au démontage intégral de cette ligne dont l'ouvrage le plus impressionnant était le viaduc en fer de Cosne-Cours-sur-Loire.

## Personnalités liées à la commune
- Georges Suffert (1927-2012), journaliste et écrivain.